# Waghäusel
Waghäusel este un oraș din landul Baden-Württemberg, Germania.